# Општина Путна (Сучава)
Путна (рум. Putna) општина је у Румунији у округу Сучава.
Oпштина се налази на надморској висини од 571 m.